# Mračná hora
Mračná hora (historyczna nazwa niem. Sonntags Berg, cz. Mračná) – szczyt o wysokości 1270 m n.p.m. (podawana jest też wysokość 1272 m n.p.m. , 1272,0 m n.p.m. lub 1272,3 m n.p.m. ) w paśmie górskim Wysokiego Jesionika (cz. Hrubý Jeseník), w północno-wschodnich Czechach, w Sudetach Wschodnich, na historycznej granicy Moraw i Śląska, na granicy gmin Lipová-lázně i Ostružná, oddalony o około 14,9 km na północny zachód od szczytu góry Pradziad (cz. Praděd). Rozległość szczytu wraz ze stokami (powierzchnia stoków) szacowana jest na około 3,3 km², a średnie nachylenie wszystkich stoków wynosi około 15°.

## Charakterystyka
Mračná hora z uwagi na nieprzekraczającą minimalną wysokość pomiędzy szczytem i najniższym punktem przełęczy (minimalna deniwelacja względna) w kierunku góry Šerák (min. 5 m) nie jest przez niektórych autorów zaliczona jako odrębna góra. Traktowana raczej jako wydłużenie stoku góry Šerák.

### Lokalizacja
Szczyt Mračná hora położony jest w północno-zachodnim rejonie całego pasma Wysokiego Jesionika, leżący w części Wysokiego Jesionika, w północno-zachodnim obszarze (mikroregionu) o nazwie Masyw Keprníka (cz. Keprnická hornatina), a jednocześnie przy granicy z sąsiednim pasmem o nazwie Góry Złote (cz. Rychlebské hory), leżący na grzbiecie głównym Wysokiego Jesionika, biegnącym od przełęczy Červenohorské sedlo do przełęczy Ramzovskiej (cz. Ramzovské sedlo). Szczyt ze stokami położony jest niedaleko przebiegającej drogi nr 369 Lipová-lázně – Olšany. Jest szczytem trudno rozpoznawalnym, ponieważ na wielu mapach nie naniesiono jego nazwy, a nawet nie zaznaczono jego lokalizacji . Jest szczytem niewidocznym z drogi okalającej połać szczytową góry Pradziad, bo przysłonięty kopułą szczytową góry Keprník, a z innego charakterystycznego punktu widokowego – z drogi okalającej szczyt góry Dlouhé stráně, również niewidoczny, bo przysłonięty górą Spálený vrch. Dobrze widoczny z położonej w pobliżu narciarskiej trasy zjazdowej oraz towarzyszącym jej wyciągiem krzesełkowym na odcinku góra Šerák – góra Černava.
Szczyt wraz ze stokami ograniczają: od południowego zachodu przełęcz o wysokości 1070 m n.p.m. w kierunku szczytu Černava, od północnego zachodu nienazwany potok, będący jednym z dopływów potoku o nazwie Ramzovský potok i dolina potoku Ramzovský potok, od północy i północnego wschodu dolina potoku Vražedný potok, od wschodu mało wybitna przełęcz o wysokości 1270 m n.p.m. w kierunku szczytu Šerák–JZ oraz od południa dolina potoku Klepáčský potok. W otoczeniu szczytu Mračná hora znajdują się następujące szczyty: od północy Mramorový vrch–JZ i Mramorový vrch (oba szczyty leżą w paśmie Góry Złote), od północnego wschodu Obří skály i Šerák, od wschodu Šerák–JZ, od południowego wschodu Keprník i Vozka, od południowego zachodu Troják, Troják–SZ i Černava oraz od północnego zachodu Ovčí vrch (2), Klín, Klínec i Vápenný kopec (trzy ostatnie szczyty leżą w paśmie Góry Złote). 

### Szczyt

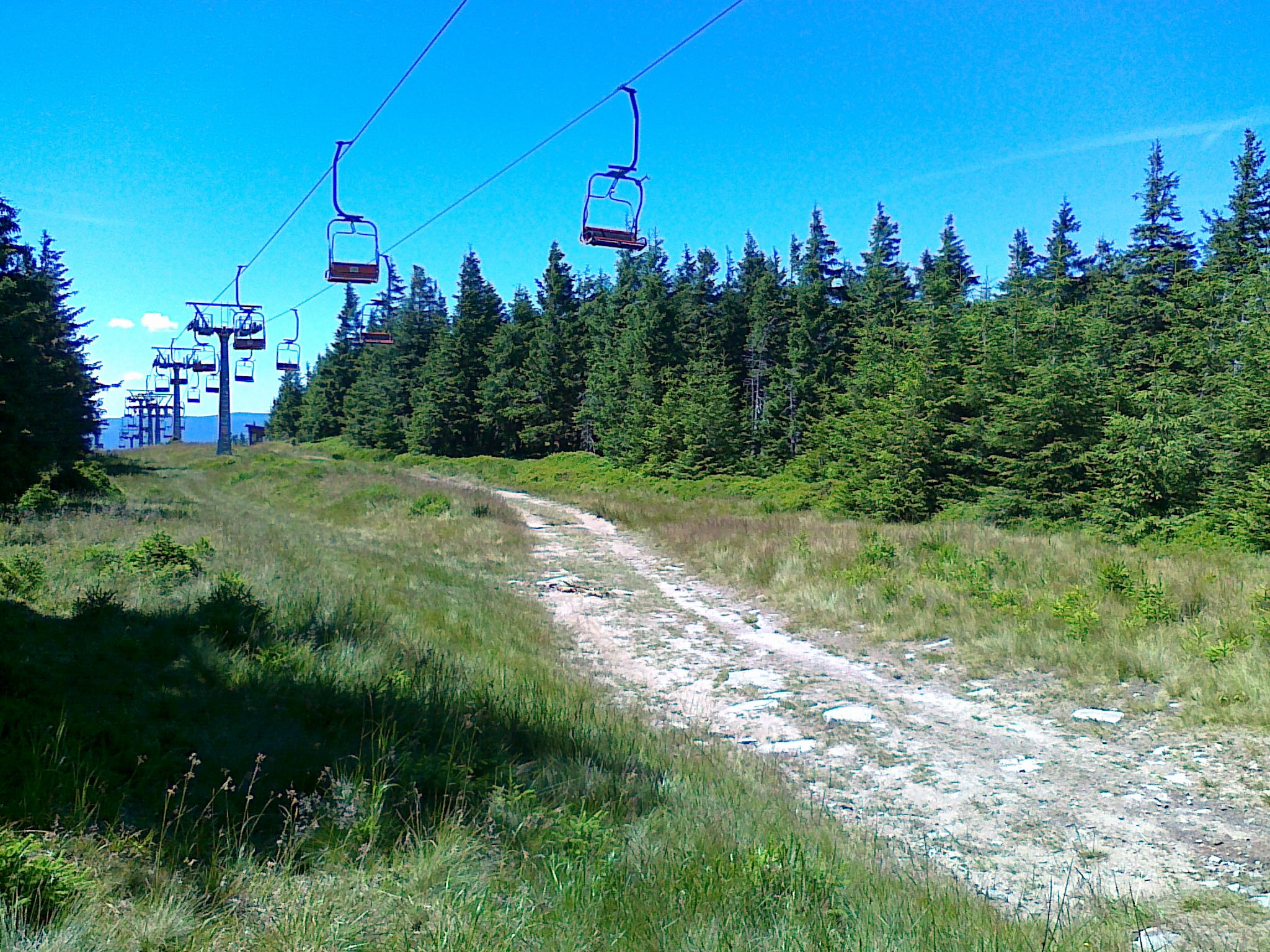
Widok z drogi przy wyciągu krzesełkowym na górę Šerák, na połać szczytową Mračná hora (2020 rok)

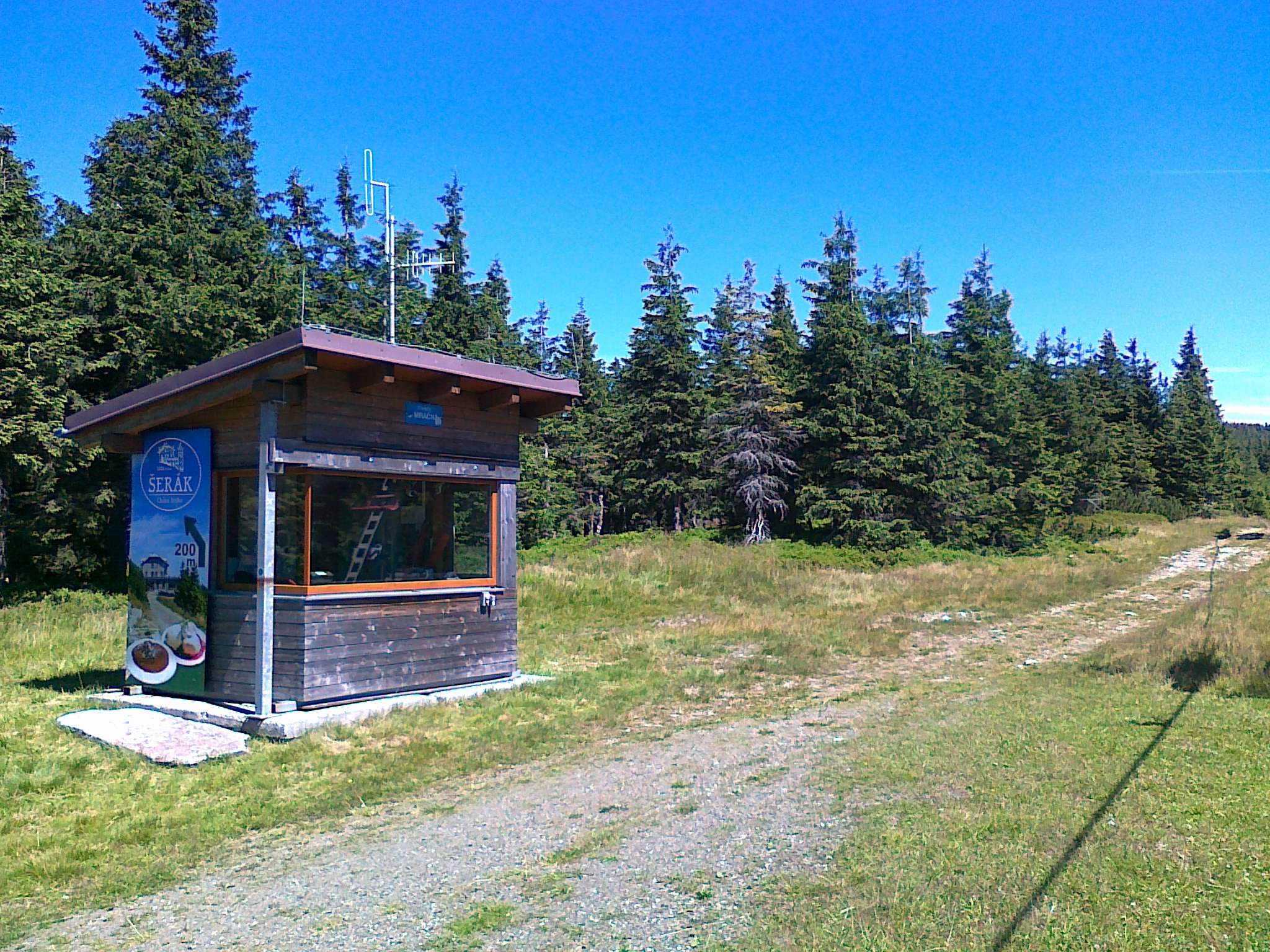
Widok na budkę o nazwie Stanice Mračná oraz w dali szczyt Mračná hora (2020 rok)

Mračná hora jest szczytem pojedynczym. Na szczyt główny nie prowadzi żaden znakowany szlak turystyczny. Przez połać szczytową poprowadzono przecinkę na narciarską trasę zjazdową oraz towarzyszącym jej wyciągiem krzesełkowym na odcinku góra Šerák – góra Černava. Szczyt znajduje się niemal na skraju tej przecinki, wśród zalesienia boru świerkowego, pokryty trawą wysokogórską. Z uwagi na zalesienie jest on ograniczonym punktem widokowym. Blisko połaci szczytowej na przecince narciarskiej trasy zjazdowej postawiono niewielką budkę o nazwie Stanice Mračná. Na połaci szczytowej nie ma punktu geodezyjnego . Państwowy urząd geodezyjny o nazwie (cz. Český úřad zeměměřický a katastrální (CÚZK)) w Pradze podaje jako najwyższy punkt – szczyt – o wysokości 1270,3 m n.p.m. i współrzędnych geograficznych (50°11′01,6″N 17°05′38,9″E/50,183778 17,094139).
Dojście do szczytu następuje z biegnącej drogi w przecince narciarskiej trasy zjazdowej. Drogą tą należy przejść przecinką z przystanku turystycznego o nazwie (cz. Šerák (lan.)) przy żółtym szlaku turystycznym  odcinek o długości około 840 m dochodząc w ten sposób do połaci szczytowej. Możliwe jest dojście alternatywne z przystanku turystycznego o nazwie (cz. Černava (lan.)) na czerwonym szlaku turystycznym , po przejściu w przecince odcinka o długości około 1060 m.  

### Stoki
W obrębie szczytu można wyróżnić cztery następujące zasadnicze stoki :
- północny o nazwie V říjišti
- południowy
- południowo-zachodni
- północno-zachodnie o nazwach Nad Vražedným, V zátiší, U skelné hutě

Występują tu wszystkie typy zalesienia: bór świerkowy, las mieszany oraz las liściasty, przy czym dominuje zalesienie borem świerkowym. Na stokach północnym, południowym i północno-zachodnim poza borem świerkowym, występują wraz z obniżaniem wysokości obszary lasu mieszanego, na stoku północno-zachodnim – połacie lasu liściastego, a na stokach północnym, południowo-zachodnim i północno-zachodnim pojawiają się nawet łąki (m.in. na stoku północno-zachodnim Skelná louka). Niemalże wszystkie stoki charakteryzują się znaczną zmiennością wysokości zalesienia, z występującymi polanami, przerzedzeniami, a nawet ogołoceniami oraz znacznymi przecinkami na narciarskie trasy zjazdowe (stok południowo-zachodni). U podnóża stoku północnego występuje pojedyncze większe skalisko, a u podnóża stoku północno-zachodniego grupa skalna oraz nieco wyżej niewielki obszar głazowisk. Ponadto na stoku południowo-zachodnim, w odległości około 730 m na południowy zachód od szczytu, na wysokości około 1100 m n.p.m., przy przecince na narciarskie trasy zjazdowe utworzono pole z rampą do startów lotni i paralotni o nazwie (cz. PG startoviště Šerák - Mračná hora).
Stoki mają stosunkowo jednolite i bardzo zróżnicowane nachylenia. Średnie nachylenie stoków waha się bowiem od 12° (stok południowo-zachodni) do 26° (stok południowy). Średnie nachylenie wszystkich stoków (średnia ważona nachyleń stoków) wynosi około 15°. Maksymalne średnie nachylenie stoku południowego, na wysokościach około 1120 m n.p.m., na odcinku 50 m nie przekracza 45°. Stoki pokryte są siecią dróg oraz na ogół nieoznakowanych ścieżek i duktów. Przemierzając je zaleca się korzystanie ze szczegółowych map, z uwagi na zawiłości ich przebiegu, zalesienie oraz zorientowanie w terenie.

### Geologia
Pod względem geologicznym Mračná hora ze stokami należy do jednostki określanej jako kopuła Keprníka i zbudowana jest ze skał metamorficznych, głównie: fyllitów (biotytów, grafitów), gnejsów, ortognejsów, mylonitów, blasto-mylonitów, łupków łyszczykowych i erlanów oraz skał osadowych, głównie: kwarcytów, meta-zlepieńców i wapieni. W strukturze geologicznej występują również częściowo domieszki minerałów szlachetnych takich jak np.: staurolit, andaluzyt, granat czy sillimanit.

### Wody
Grzbiet główny (grzebień) góry Pradziad, biegnący od przełęczy Skřítek do przełęczy Červenohorské sedlo oraz dalej do przełęczy Ramzovskiej (cz. Ramzovské sedlo) jest częścią granicy Wielkiego Europejskiego Działu Wodnego, dzielącej zlewiska Morza Bałtyckiego i Morza Czarnego . 
Szczyt wraz ze stokami położony jest na tej granicy, na zlewiskach Morza Bałtyckiego (dorzecze Odry) na stokach: północnym i północno-zachodnim oraz Morza Czarnego (dorzecze Dunaju) na stoku południowym . Ze stoku północnego bierze swój początek kilka krótkich, nienazwanych potoków, będących dopływami potoku o nazwie Vražedný potok, a ze stoku północno-zachodniego biorą swój początek inne krótkie, nienazwane potoki, będące pośrednio dopływami potoku o nazwie Ramzovský potok. Z uwagi na stosunkowo łagodne nachylenia stoków, w obrębie szczytu Mračná hora nie występują m.in. wodospady czy kaskady.

## Ochrona przyrody
Część stoku północnego na wysokościach (920–1145) m n.p.m. znajduje się w obrębie narodowego rezerwatu przyrody Šerák-Keprník (cz. Národní přírodní rezervace Šerák-Keprník), będącego częścią wydzielonego obszaru objętego ochroną o nazwie Obszar Chronionego Krajobrazu Jesioniki (cz. Chráněná krajinná oblast (CHKO) Jeseníky), a utworzonego w celu ochrony utworów skalnych, ziemnych i roślinnych oraz rzadkich gatunków zwierząt.
Wzdłuż czerwonego szlaku turystycznego  utworzono ścieżkę dydaktyczną o nazwie (cz. NS S Koprníčkem na výlet Keprnickými horami) na trasie:
 Červenohorské sedlo – Ramzová (z 13 stanowiskami obserwacyjnymi)

### Narodowy rezerwat przyrody Šerák-Keprník
Narodowy rezerwat przyrody Šerák-Keprník położony jest na wysokościach (852–1423) m n.p.m., ma powierzchnię 794,30 ha (z ochronną strefą buforową nawet 1169,83 ha) oraz został utworzony 31 grudnia 1933 roku w celu ochrony szeregu zachowanych formacji skalnych i glebowych, powstałych w wyniku surowego klimatu epoki lodowcowej, jakimi są: terasy krioplanacyjne, zręby mrozowe i tzw. tufury oraz znajdującej się na ich obszarze flory i fauny. Rezerwat jest udostępniony dla turystów. Biegną w jego obrębie szlaki zarówno turystyczne, jak i szlak rowerowy oraz ścieżka dydaktyczna. Z uwagi jednak na ochronę cennego ekosystemu głębsze penetrowanie rezerwatu nie jest zalecane. 

## Turystyka
W obrębie szczytu i stoków nie ma żadnego schroniska lub hotelu górskiego. Do najbliższej miejscowości Ostružná oraz jej części – osady Ramzová z bazą hoteli i pensjonatów jest od szczytu około 2,4 km w kierunku północno-zachodnim, do miejscowości Lipová-lázně z bazą hoteli i pensjonatów około 6,4 km w kierunku północno-wschodnim, do miejscowości Bělá pod Pradědem z bazą pensjonatów około 7,3 km w kierunku wschodnim, a do bazy turystycznej na przełęczy Červenohorské sedlo z hotelem górskim Červenohorské Sedlo jest od szczytu około 7,8 km w kierunku południowo-wschodnim. Ponadto w odległości około 1,1 km na północny wschód od szczytu, znajduje się jedyne czynne schronisko turystyczne – chata Jiřího na Šeráku. Najłatwiejszy dostęp na szczyt następuje kolejką linową z osady Ramzová. Znajdują się tam dwa parkingi dla zmotoryzowanych turystów. Kolejka została otwarta w 1981 roku. Dolna część na trasie Ramzová – góra Černava została odnowiona w 1996 roku i ma długość 1459 m z wyciągiem 4-krzesełkowym, górna część natomiast na trasie góra Černava – góra Šerák ma długość 1810 m z wyciągiem 2-krzesełkowym. Warto dodać, że w odległości około 1 km na południowy zachód od szczytu przy czerwonym szlaku turystycznym , na stoku sąsiedniej góry Černava znajduje się kawiarnia o nazwie „Lilly” (cz. Kavárna Lilly na Čerňavě), mogąca pomieścić 43 gości. Ponadto na stoku północnym, w odległości około 940 m na północ od szczytu znajduje się chata o nazwie (cz. Kamzičí chata, Sněžná chata lub Horská chata), ale nie ma ona charakteru typowego schroniska turystycznego, a którą zalicza się do tzw. chat łowieckich.
Kluczowym punktem turystycznym jest skrzyżowanie turystyczne położone w odległości około 2 km na północny zachód od szczytu, o nazwie (cz. Ramzová (lan.)) z podaną na tablicy informacyjnej wysokością 782 m, od którego rozchodzą się oba szlaki turystyczne, szlak rowerowy, ścieżka dydaktyczna i trasy narciarstwa biegowego. 

### Szlaki turystyczne
Klub Czeskich Turystów (cz. Klub Českých Turistů) wytyczył dwa szlaki turystyczne na trasach:
 Červenohorské sedlo – góra Červená hora – źródło Vřesová studánka – przełęcz Sedlo pod Vřesovkou – Keprník–JV – Trojmezí – szczyt Keprník – przełęcz Sedlo pod Keprníkem – góra Šerák – Mračná hora – góra Černava – Ramzová
 Przełęcz Ramzovska – przystanek kolejowy Ramzová – góra Černava – Obří skály

### Szlaki rowerowe
Przez stoki poprowadzono dwa szlaki rowerowe na trasach:
 Spojená cesta – góra Ztracený vrch – góra Zaječí hora – Šumná–JV – góra Šumná – góra Nad Borovým – dolina potoku Borový potok – Bělá pod Pradědem – góra Žalostná – góra Šumný – przełęcz Sedlo pod Keprníkem – góra Šerák – Mračná hora – góra Černava – Ostružná – Petříkov
 Adolfovice – dolina potoku Javořický potok – przełęcz Sedlo pod Javoříkem – góra Miroslav – góra Šerák – góra Obří skály – Mračná hora – góra Černava – Ramzová – góra Klín – góra Klínec – góra Mramorový vrch – góra Kopřivný – góra Oblý vrch – góra Lví hora – góra Smrek – Luční vrch

### Trasy narciarskie
W okresach ośnieżenia w obrębie stoków można skorzystać z wytyczonych na szlakach rowerowych tras narciarstwa biegowego, z wyznaczoną wzdłuż czerwonego szlaku turystycznego , trasą o nazwie tzw. (cz. Jesenická magistrála).
Na stokach zlokalizowano również trasy narciarstwa zjazdowego, wchodzące w skład ośrodka narciarskiego o nazwie (cz. Skiareál Bonera – Ramzová).
| Główne trasy narciarstwa zjazdowego z wyciągami ze stoków Mračná hora |                    |                 |                     |                               |                   |
| Lp.                                                                   | Trasa i oznaczenie | Długość trasy m | Różnica wysokości m | Rodzaj wyciągu                | Długość wyciągu m |
| 1                                                                     | 3                  | 900             | 200                 | orczykowy                     | 1000              |
| 2                                                                     | 4                  | 1100            | 200                 | orczykowy                     | 1000              |
| 3                                                                     | 5                  | 300             | 60                  | orczykowy                     | 480               |
| 4                                                                     | 6                  | 3260            | 550                 | 4-krzesełkowy i 2-krzesełkowy | 1459 i 1810       |